# Sexy Sadie
Sexy Sadie (Lennon/McCartney) är en låt av The Beatles från 1968.

## Låten och inspelningen
Denna låt sattes under fyra olika tillfällen (19 och 24 juli samt 13 och 21 augusti 1968) och handlade från början om Maharishi Mahesh Yogi vars namn explicit nämndes i den ursprungliga titeln. Beatles hade blivit oerhört besvikna på den ”helige” mannen sedan han ryktades försökt få Mia Farrow i säng, och John Lennon luftade denna besvikelse i en låt. Man ändrade dock titeln eftersom man inte ville riskera en stämning men har i övrigt inte ändrat mycket av den ursprungliga texten. Låten kom med på LP:n The Beatles, som utgavs i England och USA 22 november respektive 25 november 1968.